# Čtvrtá vláda Angely Merkelové
Čtvrtá vláda Angely Merkelové byla koaliční vláda Spolkové republiky Německo do 8. prosince 2021. Stejně jako předchozí kabinet byla vytvořena jako aliance Křesťanskodemokratické unie (CDU) a Křesťansko-sociální unie Bavorska (CSU) se Sociálně demokratickou stranou Německa (SPD) pod vedením spolkové kancléřky Angely Merkelové.
Vláda byla jmenována spolkovým prezidentem Frankem-Walterem Steinmeierem dne 14. března 2018. Merkelová se tak teprve jako třetí osoba v poválečné historii (po Konradu Adenauerovi a Helmutu Kohlovi) stala německou kancléřkou počtvrté v řadě. Vláda vládla do dne 8. listopadu, kdy byla jmenována nová vláda Olafa Scholze.

## Složení vlády
CDU získala post kancléřky a šest postů spolkových ministrů, CSU tři posty spolkových ministrů a SPD šest postů spolkových ministrů.
| Úřad                                                                   | Ministr                          | Strana | Strana | Nástup do úřadu   | Odchod z úřadu    |
| ---------------------------------------------------------------------- | -------------------------------- | ------ | ------ | ----------------- | ----------------- |
| Spolková kancléřka                                                     | Angela Merkelová                 |        | CDU    | 14. března 2018   | 8. prosince 2021  |
| Spolkový vicekancléř Ministr financí                                   | Olaf Scholz                      |        | SPD    | 14. března 2018   | 8. prosince 2021  |
| Ministr vnitra, stavebnictví a domoviny                                | Horst Seehofer                   |        | CSU    | 14. března 2018   | 8. prosince 2021  |
| Ministr zahraničních věcí                                              | Heiko Maas                       |        | SPD    | 14. března 2018   | 8. prosince 2021  |
| Ministr hospodářství a energetiky                                      | Peter Altmaier                   |        | CDU    | 14. března 2018   | 8. prosince 2021  |
| Ministryně spravedlnosti a ochrany spotřebitele                        | Katarina Barleyová               |        | SPD    | 14. března 2018   | 27. června 2019   |
| Ministryně spravedlnosti a ochrany spotřebitele                        | Christine Lambrechtová           |        | SPD    | 27. června 2019   | 8. prosince 2021  |
| Ministr práce a sociálních věcí                                        | Hubertus Heil                    |        | SPD    | 14. března 2018   | 8. prosince 2021  |
| Ministryně obrany                                                      | Ursula von der Leyenová          |        | CDU    | 14. března 2018   | 17. července 2019 |
| Ministryně obrany                                                      | Annegret Krampová-Karrenbauerová |        | CDU    | 17. července 2019 | 8. prosince 2021  |
| Ministryně výživy a zemědělství                                        | Julia Klöcknerová                |        | CDU    | 14. března 2018   | 8. prosince 2021  |
| Ministryně pro rodinu, seniory, ženy a mládež                          | Franziska Giffeyová              |        | SPD    | 14. března 2018   | 20. května 2021   |
| Ministryně pro rodinu, seniory, ženy a mládež                          | Christine Lambrechtová           |        | SPD    | 20. května 2021   | 8. prosince 2021  |
| Ministr zdravotnictví                                                  | Jens Spahn                       |        | CDU    | 14. března 2018   | 8. prosince 2021  |
| Ministr dopravy a digitální infrastruktury                             | Andreas Scheuer                  |        | CSU    | 14. března 2018   | 8. prosince 2021  |
| Ministryně životního prostředí, ochrany přírody a bezpečnosti reaktorů | Svenja Schulzeová                |        | SPD    | 14. března 2018   | 8. prosince 2021  |
| Ministryně školství a výzkumu                                          | Anja Karliczeková                |        | CDU    | 14. března 2018   | 8. prosince 2021  |
| Ministr ekonomické spolupráce a rozvoje                                | Gerd Müller                      |        | CSU    | 14. března 2018   | 8. prosince 2021  |
| Ministr speciálních úkolů Ministr při úřadu kancléřky                  | Helge Braun                      |        | CDU    | 14. března 2018   | 8. prosince 2021  |